# Warren Farrell
Warren Farrell (26 de Junho de 1943) é um autor americano de sete livros sobre questões envolvendo homens e mulheres. Seus livros cobrem doze áreas: história, direito, sociologia e política (The Myth of Male Power); comunicação entre casais (Women Can’t Hear What Men Don’t Say); problemas econômicos e de formação profissional (Why Men Earn More); psicologia do desenvolvimento  e custódia de menores (Father and Child Reunion); e psicologia e socialização da fase adolescente à adulta (Why Men Are the Way they Are e The Liberated Man). Todos os seus livros são relativos à estudos sobre mulheres e homens; um tema constante neles já que desde os anos 90 que se clama por um movimento de transição de gênero.

## Educação
Warren Farrell possui um doutorado em filosofia da Universidade de Nova York, um mestrado em artes da Universidade da Califórnia em ciência política e um bacharelado em artes da Universidade Estadual de Montclair em ciências sociais.
Warren graduou na Midland Park High School em Nova Jersey em 1961, onde era presidente do corpo de estudantes. Como estudante colegial, Warren era vice-presidente da "Associação de Educação Nacional" ("Student-National Education Association"), tendo sido convidado pelo presidente Lyndon B. Johnson para a Conferência em Educação da Casa Branca. Enquanto completava seu doutorado em filosofia na Universidade de Nova Iorque, ele desempenhou o papel de assistente do presidente desta universidade.

## Ensino universitário
Farrell ensinou cinco disciplinas (psicologia; estudos feministas; sociologia; ciência política; questões controversas envolvendo os gêneros e relações parentais). Elas foram ensinadas na Escola de Medicina da Universidade da Califórnia, em San Diego; na Escola de Psicologia Profissional da Califórnia; no Departamento de Estudos Feministas no Estado de San Diego; no Colégio do Brooklyn; na Universidade de Georgetown; na American University, e na Universidade de Rutgers.

## Fundação feminista
Quando a segunda onda do movimento feminista ganhou força nos anos 60, o apoio de Farrell levou a Organização Nacional das Mulheres de Nova York a convidá-lo para formar um grupo de homens. A resposta a esse grupo o levou a formar cerca de 300 grupos adicionais de homens e mulheres e se tornar o único homem a ser eleito três vezes para o Quadro de Diretores da Organização Nacional das Mulheres de Nova York (1971-1974). Em 1974, ele deixou a organização nova-iorquina e seus ensinamentos na Universidade de Rutgers quando sua esposa se tornou "companheira" da Casa Branca e ele se mudou com ela para Washington D.C.
Durante seu período feminista, Farrell fez comentários escritos para o New York Times e apareceu frequentemente nos programas Today Show e no Phil Donahue Show, e apareceu na People, Parade e na mídia internacional. Isto, e seus grupos de homens e mulheres (um deles teve John Lennon como membro), inspirou "O Homem Liberado" ("The Liberated Man").  O livro foi escrito de uma perspectiva feminista, introduzindo preparativos familiares e no trabalho que poderiam melhor acomodar as mulheres no mercado de trabalho e encorajar homens prestadores de cuidados. "The Liberated Man" foi o começo do desenvolvimento de Farrell dos paralelos voltados aos homens para as experiências femininas; por exemplo, com relação às experiências das mulheres como "objetos sexuais", Farrell rotulou a experiência paralela dos homens como "objetos de sucesso."
Como orador, Farrell era conhecido por criar experiências de papéis-invertidos ao seu público, para fazer com que ambos os sexos "caminhassem bastante nos sapatos alheios." Os seus mais divulgados foram o "concurso de beleza para homens" e "os papéis-invertidos no namoro."  No concurso de beleza masculina, todos os homens são convidados para experimentar "o concurso de beleza diário que nenhuma mulher pode escapar". Em "papéis-invertidos no namoro" toda mulher é encorajada a "arriscar sofrer algumas das 150 maneiras de rejeição que homens tipicamente experimentam entre o contato visual e a relação sexual."

## Integrando os problemas dos homens em problemas de gênero

### Why Men Are The Way They Are
Cada um dos livros de Farrell contém introduções pessoais que revelam como a consciência do público e seu crescimento pessoal levaram à criação do livro em questão. Por volta dos anos 80, Farrell escrevia que ambos os exercícios de papéis-invertidos e os grupos masculinos e femininos permitiram que ele ouvisse a raiva crescente das mulheres sobre os homens, e os sentimentos dos homens ao serem considerados de maneira deturpada. Ele escreveu "Por Que os Homens São Assim" ("Why Men Are The Way They Are") para responder aos questionamentos das mulheres sobre os homens de uma maneira que conseguisse ser verdadeira para os homens. Ele distinguiu as fantasias e necessidades primárias de ambos os sexos, observando que "ambos se apaixonam por membros do sexo oposto que são os mais incapazes de amar; mulheres por homens que são bem sucedidos; homens por mulheres que são jovens e bonitas." As mulheres se sentem desapontadas porque "as qualidades que são necessárias para ser bem sucedido no trabalho são frequentemente conflitantes com aquelas necessárias para ser bem sucedido no amor." Homens se sentem desapontados porque "uma mulher jovem e bonita ('celebridade genética') normalmente aprende mais sobre receber, não dar, enquanto mulheres mais velhas e menos-atraentes costumam aprender mais sobre oferecer e fazer pelos outros, o que é mais compatível com amor." Devido em parte ao apoio de Oprah Winfrey, Why Men Are the Way They Are se tornou seu livro mais vendido.

### The Myth of Male Power
No começo dos anos 90, Farrell escrevia que notava os equívocos sobre os homens haviam aprofundado e se tornado perigosos à sobrevivência das famílias e do amor. Ele passou cinco anos re-examinando tudo que achava que sabia sobre os sexos. O resultado foi "O Mito do Poder Masculino" ("The Myth of Male Power").
No livro The Myth of Male Power, Farrell ofereceu em primeira mão um esboço profundo da tese que ele teceria ao longo dos seus livros seguintes: que para homens e mulheres construissem uma mudança evolutiva partindo de um enfoque na sobrevivência para um visando um equilíbrio entre sobrevivência e satisfação, que seria definitivamente necessário que não fosse nem um movimento "feminino" ou "masculino", mas um "movimento de transição de gênero". Ele definiu um movimento de transição de gênero como um que promove uma transição de padrões rígidos do nosso passado para mais flexíveis no futuro.
Como o título do livro indica, The Myth of Male Power desafiou a crença de que os homens detinham o poder em parte ao contestar a definição do que é "poder". Farrell definiu poder como "controle sobre sua própria vida". Ele escreveu que, "No passado, nenhum dos sexos tinha poder; ambos possuiam papéis: o da mulher era de criar os filhos; o do homem de ganhar dinheiro."
Farrell documentou como, através das culturas, a experiência de impotência dos homens envolvia a socialização, mesmo como garotos, a se tornarem "o sexo dispensável". Ele argumentou que virtualmente toda sociedade que sobreviveu o fez ao treinar uma célula de seus filhos para serem dispensáveis na guerra, e no trabalho. O paradoxo da masculinidade, ele propôs, é que o próprio treinamento para a masculinidade tradicional que criou uma sociedade saudável também gerou garotos e homens doentes.
The Myth of Male Power é mais contestado arduamente por algumas feministas acadêmicas, cujas críticas versam sobre os homens ganharem mais dinheiro, e que dinheiro seria sinônimo de poder. Farrell concorda que os homens ganham mais dinheiro, e que é uma forma de poder, mas também acrescenta que "os homens se sentem obrigados a ganhar dinheiro que outro alguém irá gastar enquanto morrem mais cedo - e se sentir obrigado não é o mesmo que ter poder." Esta perspectiva foi melhor abordada em seu outro livro, Why Men Earn More.
Farrell afirma que homens heterossexuais aprendem a ganhar dinheiro para obterem aprovação ao amor feminino. E que isso em contrapartida gera problemas psicológicas para ambos os sexos; que "os pontos fracos dos homens são suas fachadas de que são mais fortes; e que os pontos fortes das mulheres são suas fachadas de que são mais frágeis."
Talvez a contribuição mais controversa de Farrell para a política de gêneros é a confrontação de The Myth of Male Power da crença de que sociedades patriarcais tomam decisões para beneficiar homens às custas das mulheres. Farrell acredita que várias realidades são ignoradas - como a obrigatoriedade do alistamento militar de apenas os garotos de 18 anos, ou homens representando 93% das mortes em acidentes de trabalho.
Análises como estas levaram The Myth of Male Power a se tornar tanto seu livro mais elogiado como o mais controverso. Na disciplina de Estudos Masculinos, é considerado um clássico.

### Women Can’t Hear What Men Don’t SayeFather and Child Reunion
O aumento nos casos de divórcios nos anos 80 e 90 levou Farrell a escrever sobre duas questões: a pobreza na comunicação entre casais; e a perda do convívio com o pai em casos de custódia infantil.
Em "As Mulheres Não Podem Ouvir o Que os Homens Não Falam" ("Women Can’t Hear What Men Don’t Say), Farrell afirma que casais normalmente deixam de se comunicar fora de aconselhamento se a pessoa recebendo críticas não sabe como se sentir segura. Farrell desenvolve um método chamado de "Imersão Cinemática" para criar essa segurança e deixar de lado o que ele postula como propensão biológica de seres humanos a responder de maneira defensiva a críticas pessoais.
Para se dirigir à perda da criança do seu pai em casos de custódia, Farrell escreveu Father and Child Reunion, uma meta-análise de pesquisa sobre o que seria um ajuste familiar otimizado para crianças vítimas de divórcios. As conclusões de Father and Child Reunion incluem por volta de 26 maneiras nas quais as crianças de pais divorciados se beneficiam quando três condições prevalecem: guarda-compartilhada (ou conjunta); proximidade dos pais; e ausência de intrigas. Sua pesquisa para a Father and Child Reunion forneceu a base para suas frequentes aparições na primeira década do século XXI como um perito em casos de custódia infantil sobre o balanço entre os direitos das mães e dos pais necessários para criar um ambiente familiar otimizado para crianças vítimas de divórcios.

### Why Men Earn More
Já pela virada do século, Farrell sentiu que havia re-examinado todas as questões controversas envolvendo todos os adultos homens e mulheres, exceto a disparidade salarial entre os gêneros. Em "Porque os Homens Ganham Mais: A Surpreendente Verdade Por Trás da Disparidade Salarial—e o Que As Mulheres Podem Fazer a Respeito" ("Why Men Earn More: The Startling Truth Behind the Pay Gap—and What Women Can Do About It,") ele documenta 25 diferenças em escolhas de carreira profissional entre homens e mulheres. Um denominador comum em cada uma das escolhas dos homens era ganhar mais dinheiro, enquanto as escolhas das mulheres versavam sobre uma vida mais equilibrada. Estas 25 diferenças permitiram a Farrell oferecer às mulheres 25 maneiras de obter maior benefício salarial e acompanhar cada uma com suas possíveis compensações. Elas incluíam trabalhar mais horas e por mais anos; aceitar trabalhos mais técnicos ou perigosos; se deslocar a locais mais distantes ou viajar durante a noite. O que trouxe consideráveis elogios a Why Men Earn More como um livro de carreiras profissionais para mulheres.
Algumas das conclusões de Farrell em Why Men Earn More, tais como sua análise dos dados do censo que indicou que mulheres que nunca se casaram e sem filhos ganhavam 13% mais que homens na mesma situação; ou de que a disparidade salarial é em grande parte sobre homens casados com crianças que ganham mais devido ao fato deles assumirem mais obrigações de trabalho, fez com que ele recebesse críticas de algumas feministas que contestaram que a disparidade salarial era mais centrada na questão da discriminação de gênero.
Alguns dos temas costurados durante Why Men Earn More são a importância de avaliar as compensações; que a "estrada para um maior salário tem o seu preço;" o "Paradoxo do Salário" (que o "salário é sobre o poder que abrimos mão para obter o poder daquele que paga"); e, já que os homens ganham mais, e mulheres tem vidas mais equilibradas, que os homens tem mais a aprender das mulheres do que as mulheres tem dos homens.

### Does Feminism Discriminate Against Men?
O seu livro mais recente, "O Feminismo Discrimina os Homens?" ("Does Feminism Discriminate Against Men?"), publicado pela Oxford University Press em 2008, consiste num debate com o co-autor feminista James Sterba. Farrell notou que os estudos sobre gêneros em universidades raramente incorporavam o gênero masculino, exceto para demonizá-lo. Este livro foi sua tentativa para testar se seria permitida a incorporação no currículo de estudos de gêneros de universidades de uma perspectiva positiva sobre os homens, mesmo se houvesse uma confrontação feminista. Farrell e Sterba debateram sobre 13 temas, de direitos das crianças e dos pais, à "Crise dos Rapazes".

## Recepção
Os livros de Farrell, publicados em quinze idiomas, costumam ganhar manchetes internacionais e controvérsia. No entanto, suas recentes colaborações com Ken Wilber, John Gray, e Richard Bolles, tem introduzido suas mensagens a públicos mais diversos e receptivos. As queixas de Farrell nas relações entre os gêneros tem atraído o interesse do acadêmico inglês Rory Ridley-Duff, que integrou as perspectivas de Farrell em materiais curriculares, trabalhos acadêmicos e um livro, e desenvolvido Attraction Theory como forma de capturar as dinâmicas de gênero implícitas em seus trabalhos.

## Atividades recentes

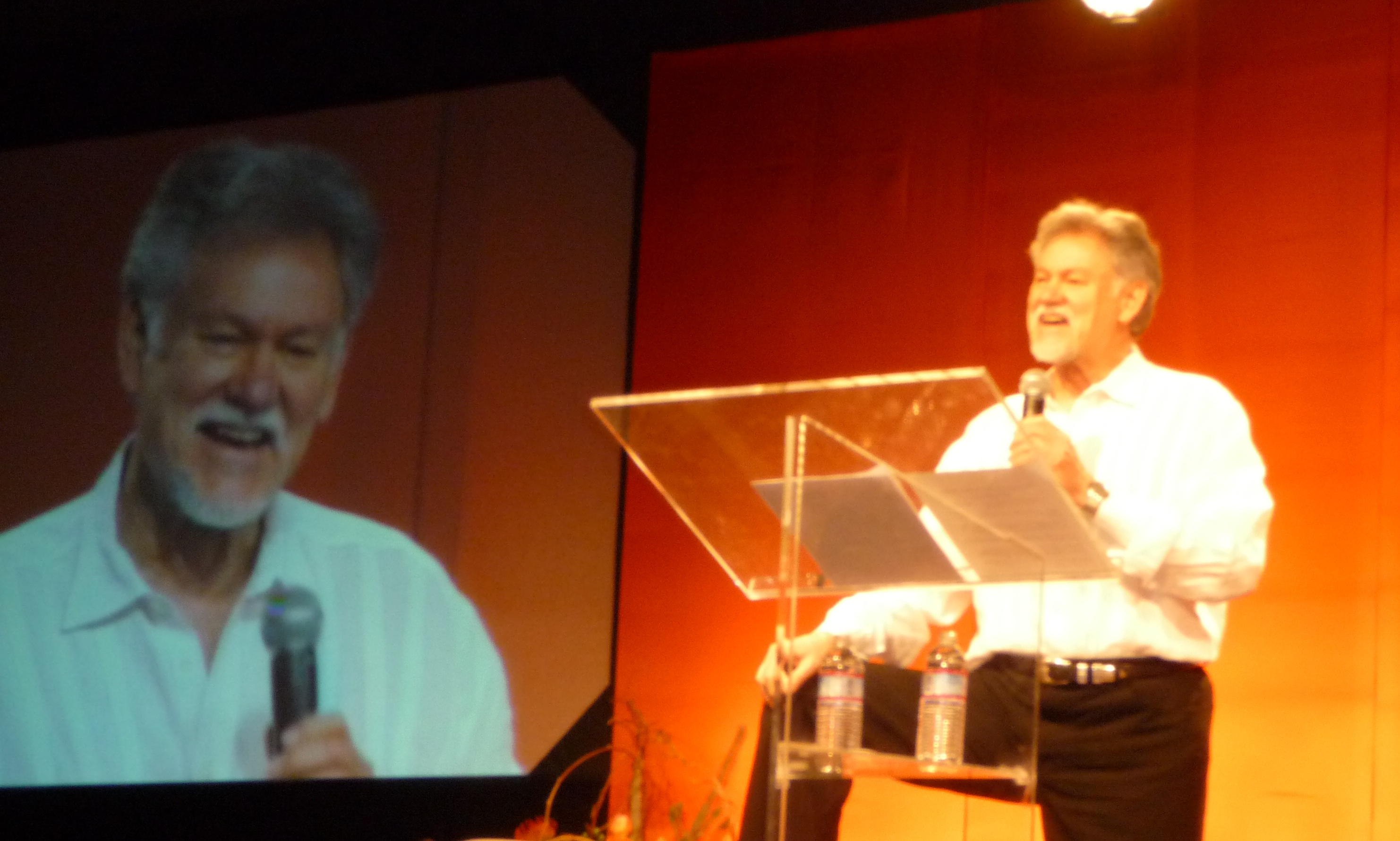
Farrell se dirigindo à conferência mundial de líderes espirituais, em 2010

Atualmente Warren Farrell está conduzindo seminários de comunicação;, sendo um perito em casos de custódia infantil; e trabalhando na criação de um futuro livro (Meninos para Homens (Boys to Men)), a ser autorado em conjunto com John Gray. Em 2010-2011, ele apresentou em companhia de Deepak Chopra, uma conferência mundial sobre espiritualidade ("Integral Spiritual Experience"), abordando a evolução do amor. Ele foi então convidado pelo "Center on World Spirituality" para ser um dos seus líderes mundiais.